# Conus sulcatus
Conus sulcatus е вид охлюв от семейство Conidae. Възникнал е преди около 5,33 млн. години по времето на периода неоген. Видът не е застрашен от изчезване.

## Разпространение
Разпространен е в Австралия (Коралови острови, Куинсланд и Северна територия), Бангладеш, Бруней, Вануату, Виетнам, Източен Тимор, Индия (Андхра Прадеш, Западна Бенгалия, Ориса и Тамил Наду), Индонезия, Камбоджа, Китай (Гуандун, Джъдзян, Дзянсу, Фудзиен и Хайнан), Кокосови острови, Малайзия, Мианмар, Нова Каледония, Остров Рождество, Папуа Нова Гвинея, Провинции в КНР, Сингапур, Соломонови острови, Тайван, Тайланд, Фиджи, Филипини, Шри Ланка и Япония.